# Saltoun Parish Church

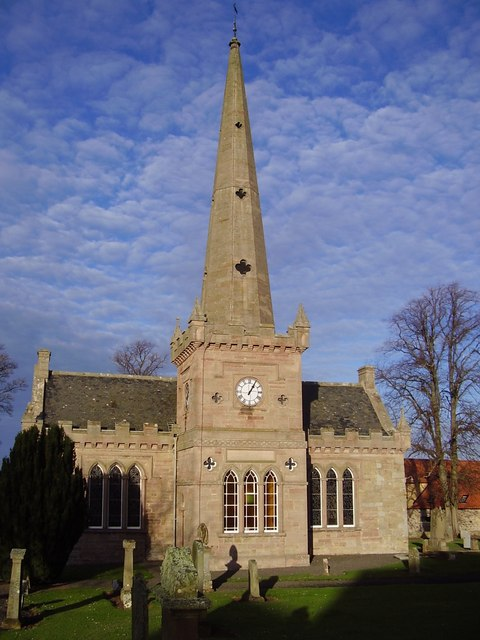
Saltoun Parish Church

Die Saltoun Parish Church ist ein Kirchengebäude der presbyterianischen Church of Scotland in der schottischen Ortschaft East Saltoun in der Council Area East Lothian. 1971 wurde das Bauwerk in die schottischen Denkmallisten in der höchsten Kategorie A aufgenommen.

## Geschichte
Spätestens seit 1244 befindet sich am Standort eine Kirche. Das heutige Gebäude stammt aus dem Jahre 1805. Möglicherweise entstand es nach einem Entwurf des schottischen Architekten Robert Burn, der auch das zugehörige Pfarrhaus 1803 gestaltete. Die Glocke wurde im Jahre 1806 gegossen und die Turmuhren nach 1876 hinzugefügt. 1885 wurde der Innenraum überarbeitet. Möglicherweise war John Lessells an den Arbeiten beteiligt. Hierbei wurden unter anderem die Galerien entfernt. Eines der Bleiglasfenster wurde nach 1944 gefertigt.

## Beschreibung
Die Saltoun Parish Church liegt an der Kreuzung der beiden Hauptverkehrsstraßen am Westrand von East Saltoun. Sie weist einen T-förmigen Grundriss mit vorgelagertem Glockenturm an der Südseite auf. Das Mauerwerk des neogotischen Bauwerks besteht aus gelbem Sandstein. Der Glockenturm besteht aus zwei Abschnitten, die ein Gurtgesims auf Traufhöhe des Satteldaches des Querhauses gliedert. Er ist mit drei Lanzettfenstern sowie vier Vierpässen gestaltet. Darüber kragt eine Zinnenbewehrung mit spitzen Ecktürmchen aus. Der insgesamt rund 30 m hohe Turm schließt mit einem hohen Helm mit oktogonalem Grundriss ab. Dieser ist mit jeweils drei Vierpässen je Himmelsrichtung gestaltet. Das zweiflüglige Eingangsportal befindet sich an der Ostseite.